# Druivenkoers 1985
La Druivenkoers 1985, venticinquesima edizione della corsa, si svolse il 20 agosto 1985 su un percorso con partenza e arrivo a Overijse. Fu vinta dal belga Rudy Dhaenens della Hitachi-Splendor-Sunair davanti ai suoi connazionali Dirk Demol e Marc Sergeant.

## Ordine d'arrivo (Top 10)
| Pos. | Corridore     | Squadra                 | Tempo |
| ---- | ------------- | ----------------------- | ----- |
| 1    | Rudy Dhaenens | Hitachi-Splendor-Sunair |       |
| 2    | Dirk Demol    | Verandalux-Dries        |       |
| 3    | Marc Sergeant | Lotto-Eddy Merckx       |       |